# پانژیهوا
پانژیهوا (انگلیسی: Panzhihua) شرکت دولتی فولاد چینی است، که در سال ۱۹۶۵ تأسیس شد.